# 麻生家氏
麻生 家氏（あそう いえうじ）は、安土桃山時代から江戸時代初期にかけての武将。筑前国遠賀郡の国人領主・麻生氏の第19代当主で、筑前花尾城主。

## 生涯
筑前国遠賀郡の国人領主・麻生隆実の子として生まれる。
天正11年（1583年）、筑前国遠賀郡楠橋へ軍事行動を起こしているが、案内を務めて功を挙げた豊前国田川郡の領主・西郷新三郎に対して同年閏1月28日に与えた感状に記された家氏の花押が小早川隆景の花押によく似ていることが指摘されており、家氏の小早川隆景に対する姿勢が窺える。
天正13年（1585年）、父・隆実が死去し、家督を相続した。家氏の家督相続については、天正14年（1586年）9月21日に小早川隆景、黒田孝高、安国寺恵瓊から家氏の家督相続について豊臣秀吉への取り成しを約束され、同年11月には毛利輝元からも家督相続安堵の取り成しをすることを約束された。
天正14年（1586年）から始まる豊臣秀吉の九州平定においては、宗像氏と共に毛利氏に従って出陣し、小早川隆景に軍に属して香春岳城攻めに参加した。また、以前から家氏と対立しており秋月氏や島津氏に味方した同族の麻生鎮里と戦い、勝利している。
天正15年（1587年）に九州平定が終わると九州の諸勢力の封域が定められたが、同年6月28日に秀吉が発給した朱印状で、小早川隆景の与力として筑後国への領地替えが命じられ、筑後国三井郡の5ヶ村と生葉郡の4ヶ村で合計4600石が与えられた。これにより、麻生氏は筑前国遠賀郡の本領が召し上げられ、長く本拠とした筑前国遠賀郡から離れることとなる。筑後国に移った麻生氏が家臣に対して発給した證書や書附類は秀吉の命として小早川隆景に取り上げられており、麻生氏の領主権が次第に制約され、知行地の散在化と合わせて、隆景による与力への介入が強まっている。
慶長元年（1596年）時点では、家氏の所領は小早川秀秋の支配下に置かれており、筑後国生葉郡星野村の年貢に関する史料では、村高の5割の免率によって算出される大豆や白米の基本年貢や一部の銀子が家氏に収納され、その他の銀子や漆、綿が小早川秀秋家臣の渡辺勘右衛門に収納されていた。
慶長5年（1600年）の関ヶ原の戦い後に黒田長政が筑前国に入国すると、家氏は黒田家の客分となって馬飼料として知行1500石を与えられたが、その後に故あって黒田家を離れ、唐津藩主・寺沢広高の客分となった。その後、弟の麻生家勝が黒田長政に仕えて福岡藩における麻生家を再興して慶長9年（1604年）9月21日に黒田長政から初めて知行宛行状を発給され、以後は家勝の子孫が福岡藩士として続いていく。
慶長17年（1612年）11月15日、養子とした弟の麻生家長に麻生氏の初代当主・麻生朝長以来の系図や書状類を譲り渡している。
没年は不詳。